# Medal „W służbie Bogu i Ojczyźnie”
Medal „W służbie Bogu i Ojczyźnie” – polskie odznaczenie kościelne Ordynariatu Polowego WP ustanowione z okazji stulecia powstania Ordynariatu Polowego Wojska Polskiego.

## Ustanowienie i zasady nadawania
Medal został ustanowiony dekretem biskupa polowego Józefa Guzdka z 19 października 2018, nadawany w dowód uznania i wdzięczności za pomoc i zaangażowanie w realizację misji duszpasterstwa wojskowego. Osoby uhonorowane medalem otrzymują legitymację i dyplom.

## Opis
Awers krzyża stanowi czteroramienny złocony krzyż, ramiona krzyża wypełnione są niebieską emalią i zakończone kulkami. Na ramionach krzyża znajdują się napisy: ORDYNARIAT POLOWY oraz 1919 i 2019. W centrum znajduje się krzyż z biało-czerwoną szarfą, orłem, figurą Matki Boskiej z Dzieciątkiem Jezus oraz wieńcem laurowym i napisem: W SŁUŻBIE BOGU I OJCZYŹNIE. Rewers w centralnej części zawiera przedstawienie pastorału biskupa polowego z napisem: SETNA ROCZNICA POWOŁANIA BISKUPSTWA POLOWEGO W POLSCE 1919 – 2019 · BISKUP POLOWY WOJSKA POLSKIEGO.
Wstążka o szerokości 40 mm w granatowym, pośrodku znajduje się biało-czerwona wstęga, po bokach znajdują się złote pionowe paski.